# Campeonato Mundial de Esgrima de 1992
El LV Campeonato Mundial de Esgrima se celebró en La Habana (Cuba) entre el 10 y el 12 de julio de 1992 bajo la organización de la Federación Internacional de Esgrima (FIE) y la Federación Cubana de Esgrima.
Sólo se realizaron competiciones en las disciplinas que ese año no formaron parte del programa de los correspondientes Juegos Olímpicos.

## Medallistas

### Femenino
| Evento             | Oro                                                                        | Plata                                                                                  | Bronce                                                                |
| ------------------ | -------------------------------------------------------------------------- | -------------------------------------------------------------------------------------- | --------------------------------------------------------------------- |
| Espada individual  | Mariann Horváth · Hungría                                                  | Sophie Moressée Francia                                                                | Pernette Osinga · Países Bajos · Mariya Mazina · CEI                  |
| Espada por equipos | Mariann Horváth · Marina Várkonyi · Tímea Nagy · Zsuzsanna Szőcs · Hungría | Renate Riebandt-Kaspar · Dagmar Ophardt · Imke Duplitzer · Eva-Maria Ittner · Alemania | Saba Amendolara · Corinna Panzeri · Elisa Uga · Laura Chiesa · Italia |

## Medallero
| Núm. | País         | Oro | Plata | Bronce | Total |
| ---- | ------------ | --- | ----- | ------ | ----- |
| 1    | Hungría      | 2   | 0     | 0      | 2     |
| 2    | Alemania     | 0   | 1     | 0      | 1     |
| 2    | Francia      | 0   | 1     | 0      | 1     |
| 4    | Italia       | 0   | 0     | 1      | 1     |
| 4    | Países Bajos | 0   | 0     | 1      | 1     |
| 4    | Rusia        | 0   | 0     | 1      | 1     |
|      | TOTAL        | 2   | 2     | 3      | 7     |